# 分离公理

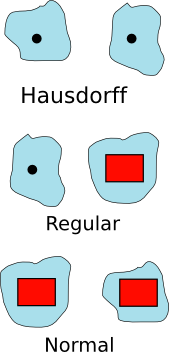
某些分離公理的圖示。藍色區塊代表一個開集，紅色方塊代表一個閉集，且黑色圓圈則代表一點。

在拓扑学及相关的数学领域裡，通常对于所讨论的拓扑空间加有各种各样的限制条件，分离公理即是指之中的某些限制條件。这些分离公理有时候被叫做吉洪诺夫分离公理，得名于安德烈·尼古拉耶维奇·吉洪諾夫。部分分離公理以字母T開頭，是由德文单词“Trennung”而來，意義是分离。
分離公理之所以稱為公理，是因為以前定義拓撲空間時，有些人會將其也做為公理來定義，而得出較現在意思狹義的拓撲空間。但在拓撲空間的公理化完成後，那些都成了「各種」的拓撲空間。然而，「分離公理」這一詞就這樣固定了下來。

## 初步定义
在定义分离公理之前，讓我们先了解在拓扑空间中，可分离的集合(和点)的具体含意。（須注意的是，可分离的集合不一定等同于下一節所定义的「分离空间」。）
分離公理是利用拓撲的方法來分辨不相交的集合及相區別的點。不只要拓撲空間內的元素是相區別的，更要這些元素是「拓撲可區別的」；不只要拓撲空間內的子集是不相交的，更要這些子集是（以某种方式）「可分離的」。分離公理聲稱，無論如何，若點或集合在某些較弱意思下是可區別的或可分離的，也必須在某些較強的意思下是可區別或可分離的。
设{\displaystyle X}為一拓扑空间，{\displaystyle A,B\subseteq X}，{\displaystyle \mathbb {R} }是实数集，定义：
拓扑可区分
{\displaystyle A,B}称为拓扑可区分的，当且仅当{\displaystyle A,B}的邻域系{\displaystyle U(A)}和{\displaystyle U(B)}不相等（即，存在某个{\displaystyle A}的邻域，不是{\displaystyle B}的邻域，或反之）。
可分离
{\displaystyle A,B}稱為可分離的，当且仅当{\displaystyle A\cap {\bar {B}}}和{\displaystyle {\bar {A}}\cap B}都为空。（{\displaystyle {\bar {A}}}是{\displaystyle A}的闭包）。注意：{\displaystyle {\bar {A}}\cap {\bar {B}}}可以不为空。
邻域可分离
{\displaystyle A,B}称为邻域可分离的，当且仅当存在{\displaystyle A}的邻域{\displaystyle U}和{\displaystyle B}的邻域{\displaystyle V}，使得{\displaystyle U\cap V}为空。
闭邻域可分离
{\displaystyle A,B}称为闭邻域可分离的，当且仅当存在{\displaystyle A}的闭邻域{\displaystyle U}和{\displaystyle B}的闭邻域{\displaystyle V}，使得{\displaystyle U\cap V}为空。
函数可分离
{\displaystyle A,B}称为函数可分离的，当且仅当存在连续函数{\displaystyle f:X\to \mathbb {R} }，使得{\displaystyle f(A)=\{0\}}，{\displaystyle f(B)=\{1\}}。
函数完全分离
{\displaystyle A,B}称为函数完全分离的，当且仅当存在连续函数{\displaystyle f:X\to \mathbb {R} }，使得{\displaystyle f^{-1}(\{0\})=A}，{\displaystyle f^{-1}(\{1\})=B}。
对于{\displaystyle X}中的点{\displaystyle x,y}（或点{\displaystyle x}和子集{\displaystyle A}），称它们为拓扑可分，可分离，邻域可分离等等，当且仅当单元素集合{\displaystyle \{x\}}和{\displaystyle \{y\}}（或{\displaystyle \{x\}}和子集{\displaystyle A}）是拓扑可分，可分离，邻域可分离等等。
以上这些条件是按强度依序给出的：任何两个拓扑可区分的点也必然是相區分的，任何两个分离的点也必然是拓扑可区分的。更進一步地說，任何两个可分离的集合也必然是不相交的，任何两个领域上可分离的集合也必然是可分离的，以此类推。
上述条件更詳細的敘述(包括分离公理外的用途)，请参见分离集合和拓扑不可区分性等條目。

## 主要定义
下面的定義都會直接使用到上面的初步定義。
大部份的分離公理都會有另一個等價的定義。下面所給出的定義會維持一致的模式，以和上一節所定義的許多分離的概念相連結。其他等價的定義則分別寫在個別的條目之中。
在下面所有的定義之中，X是一個拓撲空間，所有的函數都假設為連續的。
- X稱為T0空间或「柯尔莫果洛夫空间」，若在X內，任意兩個相區別的點皆為拓撲可區分的。

- X稱為R0空间或「对称空间」，若在X內，任意两个拓扑可区分的点都是可分离的。

- X稱為T1空间、「可及空間」或「弗雷歇空間」，若在X內，任意兩個相區別的點都是可分離的。X為T1空間，若且唯若X同時為T0及R0空間。

- X稱為R1空间或「预正则空间」，若在X內，任意两个拓扑可区分的点都是邻域上可分离的。R1空间必然也是R0空间。

- X稱為T2空间或「豪斯多夫空间」，若在X內，任意兩個相區別的點都是鄰域上可分離的。X為豪斯多夫空間，若且唯若X同時為T0及R1空間。豪斯多夫空間必然也是T1空間。

- X稱為T2½空間或「烏雷松空間」，若在X內，任意兩個相區別的點都是閉鄰域上可分離的。T2½空間必然也是豪斯多夫空間。

- X稱為完全豪斯多夫空間或「完全T2空間」，若在X內，任意兩個相區別的點都是函數上可分離的。完全豪斯多夫空間必然也是T2½空間。

- X稱為正則空間，若在X內，給定一點x及一閉集F，則若x不屬於F，x和F即為鄰域上可分離的（實際上，在一個正則空間裡，x和F也同樣會是閉鄰域上可分離的）。正則空間必然也是R1空間。

- X稱為正則豪斯多夫空間或「T3空間」，若X同時為T0及正則空間。正則豪斯多夫空間必然也是T2½空間。

- X稱為完全正則空間，若在X內，給定一點x及一閉集F，則若x不屬於F，x和F即為函數上可分離的。完全正則空間必然也是正則空間。

- X稱為吉洪諾夫空間、「T3½空間」、「完全T3空間」或「完全正則豪斯多夫空間」，若X同時為T0及完全正則空間。吉洪諾夫空間必然同時也是正則豪斯多夫空間及完全豪斯多夫空間。

- X稱為正規空間，若在X內，任意兩個相區別的閉子集都是鄰域上可分離的（實際上，在正規空間裡，任意兩個相區別的閉子集也同樣會是函數上可分離的；這稱為烏雷松引理）。

- X稱為正規豪斯多夫空間或「T4空間」，若X同時為T1及正規空間。正規豪斯多夫空間必然同時也是吉洪諾夫空間及正規正則空間。

- X稱為完全正規空間，若在X內，任意兩個相區別的子集都是鄰域上可分離的。完全正規空間必然也是正規空間。

- X稱為完全正規豪斯多夫空間、「T5空間」或「完全T4空間」，若X同時為完全正規及T1空間。完全正規豪斯多夫空間必然也是正規豪斯多夫空間。

- X稱為完美正規空間，若在X內，任意兩個相區別的閉子集都是函數上完全分離的。完美正規空間必然也是完全正規空間。

- X稱為完美正規豪斯多夫空間、「T6空間」或「完美T4空間」，若X同時為完美正規及T1空間。完美正規豪斯多夫空間必然也是完全正規豪斯多夫空間。

## 各空間之間的關係
T0空間很特別，因為它不只可以當做一個性質加在其他空間上（如完全正則空間加上T0即為吉洪諾夫空間），也可以由某個空間中刪去此一性質（如豪斯多夫空間刪去T0即為R1空間）；更多資訊請見柯爾莫果洛夫商空間。當其應用在分離公理時，便會導致如下表所列的關係：
| T0版本               | 無T0版本     |
| -------------------- | ------------ |
| T0                   | －           |
| T1                   | R0           |
| 豪斯多夫(T2)         | R1           |
| T2½                  | 無給定名稱   |
| 完全豪斯多夫         | 無給定名稱   |
| 正則豪斯多夫(T3)     | 正則         |
| 吉洪諾夫(T3½)        | 完全正則     |
| 正規T0               | 正規         |
| 正規豪斯多夫(T4)     | 正規正則     |
| 完全正規T0           | 完全正規     |
| 完全正規豪斯多夫(T5) | 完全正規正則 |
| 完美正規T0           | 完美正規     |
| 完美正規豪斯多夫(T6) | 完美正規正則 |

在表中，利用柯爾莫果洛夫商空間運算，右邊的空間加上T0即為左邊的空間，左邊的空間刪去T0即為右邊的空間。
除了T0的加上及刪去之外，各空間之間的關係則可由下圖指明出來：
在圖中，無T0版本的空間在斜線的左邊，T0版本的空間則在斜線的右邊。之中的字母代表的意思：
P為完美（perfectly）、C為完全（completely）、N為正規（normal）、R為正則（regular）。
黑點代表該空間沒有給定名稱。
結合兩個空間的性質最後會產生的空間可由上圖得知，只要看兩點向上的分支會交會在哪一點即可。例如，若有一個空間同時為完全正規（CN）及完全豪斯多夫（CT2）空間，則查看兩點向上的分支，會發覺為「•/T5」。因為完全豪斯多夫空間為斜邊的T0端（即使完全正規空間不是），最後得到的空間便會在斜邊的T0端。亦即，完全正規完全豪斯多夫空間即為T5空間。
再看一次上圖，正規空間及R0空間結合在一起，由於會經過許多右側的分支，也意指會產生許多兩個空間所沒有的其他性質。因為正則性是之中最為人知的性質，結合正規空間及R0空間而成的空間一般稱為「正規正則空間」。基於類似的想法，正規T1空間通常稱為「正規豪斯多夫空間」。上述的慣用名稱可以延伸至其他正則空間與豪斯多夫空間之上。